# Bertel Thorvaldsen
Albert Bertel Thorvaldsen (Koppenhága, 1770. november 19. – Koppenhága, 1844. március 24.) izlandi származású dán szobrász, a klasszicizmus egyik legnagyobb képviselője. Főként mitológiai tárgyú szobrokat és reliefeket készített. Stílusát a kiegyensúlyozottság és a hűvösség jellemzi.

## Családja
Édesapja Gottskálk Þorvaldsson, édesanyja Karen Dagnes volt. Soha nem nősült meg, de két gyermeke született egy római asszonytól, egy fiú és egy lány.

## Életpályája

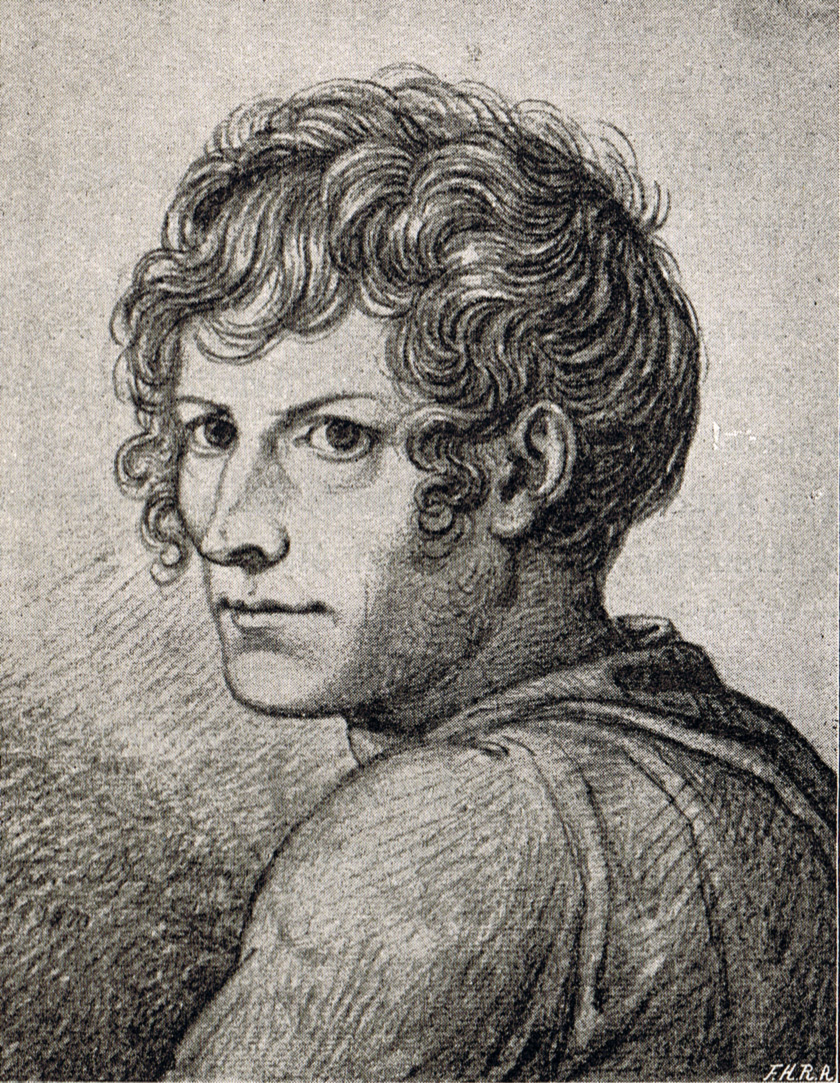
Önarcképe

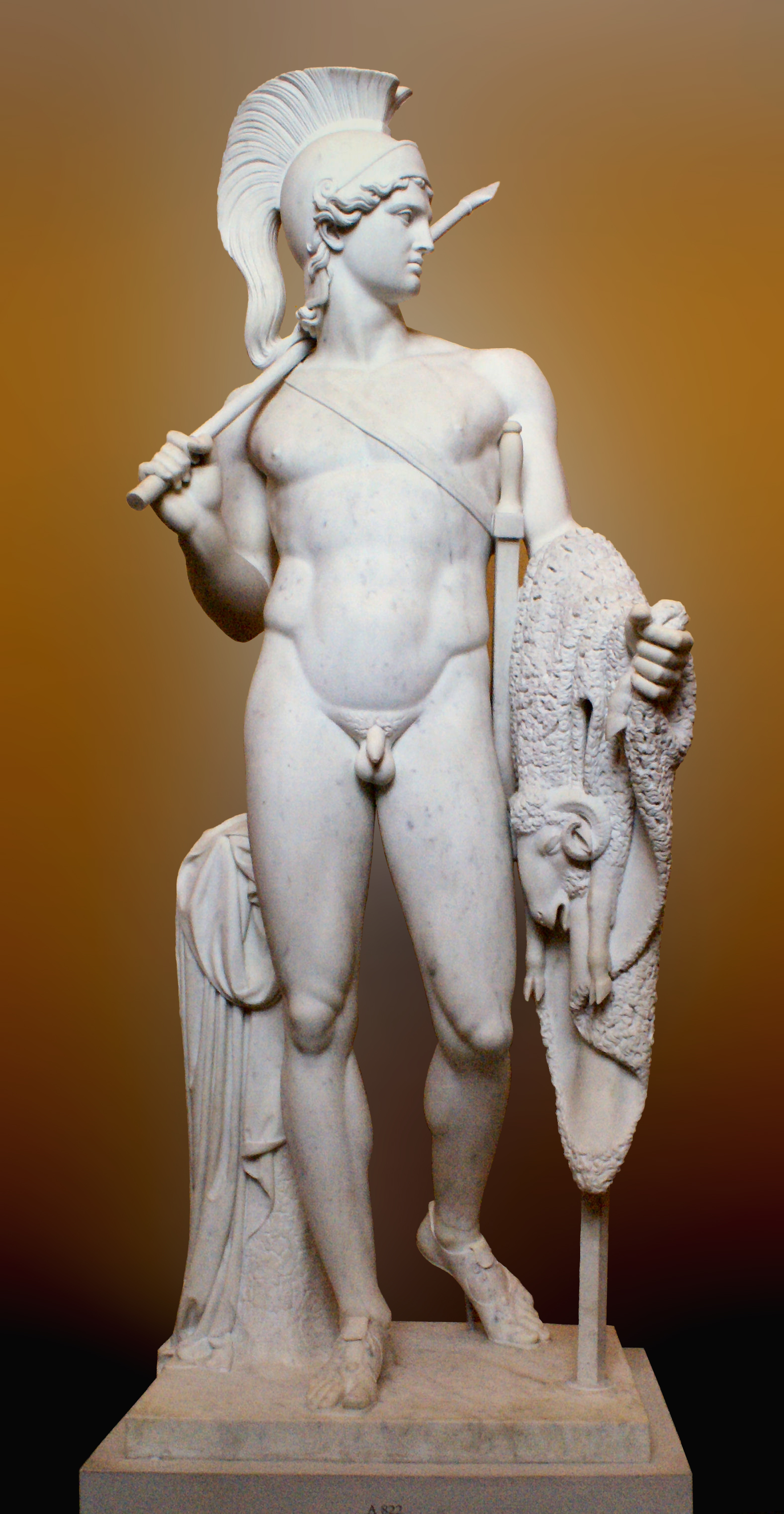
Jason

11 éves korában a koppenhágai művészeti akadémia növendéke lett, ahol korábban édesapja is tanult. Az iskola mellett apja fafaragó műhelyében segédkezett. Tehetségével Reventlow miniszter figyelmét is magára vonta, aki három évre szóló olaszországi ösztöndíjat eszközölt ki számára. 1797-ben érkezett Rómába és itt, főleg Carstens hatása alatt, művészi lelke egész fogékonyságával kezdte az ókori szobrászat remekműveit tanulmányozni. Szorgalmáról a Bacchust és Ariadnét ábrázoló csoport (1798) Koppenhágába küldött mintája tanúskodott, 1801-ben elkészítette a Kolchiszból távozó Jason híres szobrának mintáját, melyet a következő évben újra kidolgozott; de 1803-ban haza utazott volna anélkül, hogy valami nagyobb márványmunkát elkészített volna, ha az elutazásra kitűzött napon Hope angol műbarát meg nem rendeli nála Jasonnak márványból való kivitelét. Ez csak 1828-ban készült el, de Thorvaldsen Rómában való tartózkodása biztosítva volt és egymás után keletkeztek művei, melyek azt mutatják ugyan, hogy művészi fölfogása mindvégig változatlan maradt, ugyanakkor bámulatos alkotóerejéről és szellemének különböző tárgyak iránti fogékonyságáról tanúskodnak.
1805-ben készültek el: Bacchus, Ganymedes Jupiter sasával, Apollo és az almát tartó Vénusz híres szobrai, melyek a természetnek olyan naiv és mégis finom tanulmányozását és az ókori szoborművek hatását árulják el. Ugyanazon évben a koppenhágai művészeti akadémia tagja és a bolognai művészeti akadémia tiszteleti tagja lett. Egymás után keletkeztek: Adonis (1810, müncheni gliptotéka); A művészet női géniuszát ábrázoló dombormű; Hektor csatára szólítja Párist, és négy dombormű, úgy mint: Amor, az oroszlán megszelídítője; Venus születése; A méh megsebzi Amort, s Mercurius átadja Bacchust Inónak, melyek mintegy előtanulmányul szolgáltak leghíresebb művéhez, a Nagy Sándor bevonulását Babilonba ábrázoló domborművű képszalaghoz (1812), melyet Napóleon rendelt meg a római Quirinál-palota számára (későbbi márvány kivitelei a Carlotta-nyaralóban a Comói-tó mellett, 1828-ból, és a koppenhágai Christiansborgban, 1829-ből). Elkerülve az újkori szobrászat domborműveinek festőiségét, szinte klasszikus szellemmel, fölfogással, egyszerűséggel oldotta meg ezt a nehéz feladatot. Méltón sorakozik hozzá: az éjt és a napot jelképező két, végtelenül bájos domborműve (1815), mely az újkori szobrászat legtökéletesebb, legnépszerűbb alkotásai közül való; Ganymedes szobra; Byron lord mellszobra; Pásztorfiú kutyájával; A remény (Tegel kastély Berlin mellett); Mercurius megöli Argust; Krisztus és tanítványai a tengerek (dombormű a firenzei Pitti-palota kápolnájában); a három grácia szobra, amely úgy mint női alakját általában, a nő szépség komoly, Canováénál kevésbé érzéki, azért az ókori művészetet jobban megközelítő felfogásáról tanúskodik.
1819-ben visszatért Koppenhágába, ott a királyi család tagjainak mellszobrain kívül részben elkezdte az ottani Boldogasszony-templom díszítésére szolgáló műveit, és pedig Keresztelő Szent János prédikációját az oromfal számára, a Krisztus bevonulását Jeruzsálembe ábrázoló domborművű képszalagot, és Krisztus világhírű, nemes szobrát és az apostolok szobrait, melyek azonban csak a következő évtizedekben készültek el és világosan mutatják, hogy főleg antik jellegű tehetsége dacára is, éppen elfogulatlan, naiv, egyszerű felfogásánál fogva, a keresztény művészetben is milyen nagyot volt képes alkotni. 1820-ban ismét Rómába utazott és ez időtől fogva számos emlékszerű munka megrendelésében részesült, amelyek azonban, minthogy tehetsége kevésbé volt alkalma az egyéni jellemző vonások kifejezésére, főleg allegóriai alakjaikban érvényesülnek.
Későbbi művei: Coppernicus bronz-szobra Varsóban (1830); Poniatowski herceg bronz lovasszobra (1830, uo.); VII. Piusz pápa márvány síremléke a római Szent Péter-bazilikában (1830); Leuchtenberg Jenő herceg síremléke a müncheni Szent-Mihály-templomban; T. Miksa bajor választó-fejedelem szobra Münchenben; Gutenberg szobra Mainzban (1837); Schilleré Stuttgartban (1839).
1838-ban ismét visszatért Koppenhágába és befejezte a Boldogasszony-templom szoborműveit, elkészítette IV. Keresztély király bronz-szobrát (roeskildei székesegyház) és Ludvig Holberg, Öhlenschläger, Steffens meg a saját mellszobrát.
1841-ben Rómába utazott, ahol elkészítette a hét napjait ábrázoló géniuszokat a württembergi király számára, az év szakait ábrázoló domborműveket. 1842-ben utoljára tért vissza Koppenhágába, ahol a Christiansborg kastély szobrászi díszítését tervezte és egy Luther-szobor előmunkálatain dolgozott.
Színházi előadás közben hirtelen halt meg. Hagyatékából építették a koppenhágai Thorvaldsen Múzeumot (1846), ahol sírja közelében összes művei, részint eredetiek, részint másolatban, valamint gyűjteményei láthatók. Tanítványai közül a legkiválóbbak: Bissen, Wolff Emil, Schadow Rezső, Schwanthaler, Tenerani stb.

## Emlékezete

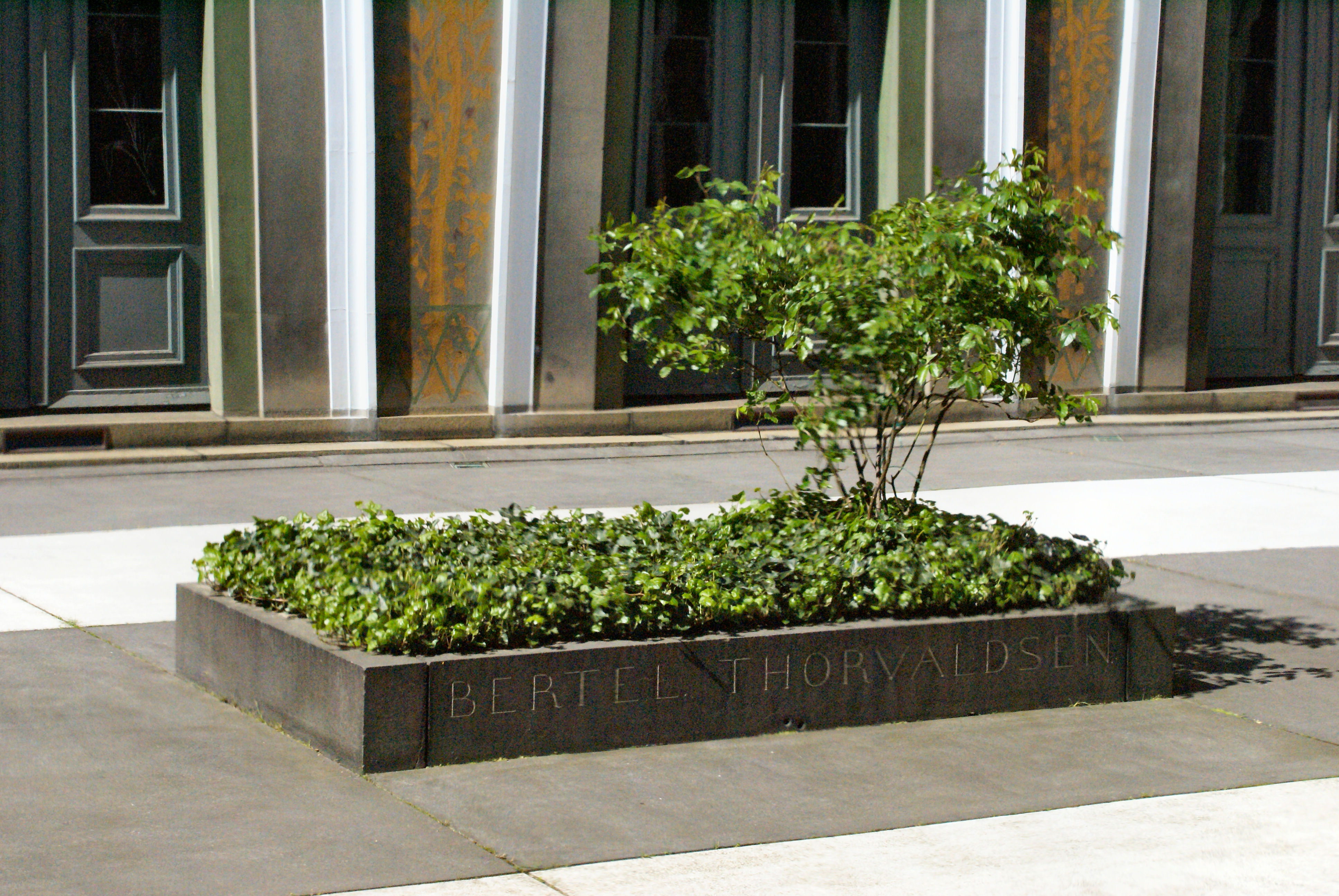
Thorvaldsen sírja

- Sírja Koppenhágában, a Thorvaldsen Múzeum kertjében van.

## Művei
- Vénusz – Thorvaldsen Múzeum, Koppenhága
- Hébé
- Iaszón az aranygyapjúval – Thorvaldsen Múzeum, Koppenhága
- Nagy Sándor bevonulása Babilonba – Palazzo del Quirinale
- Briszéiszt Agamemnón hírnökei elvezetik Akhilleusztól (1803)
- Ganümédesz Jupiter sasával (1817)
- VII. Pius pápa síremléke – Szent Péter-bazilika, Róma
- I. Miksa lovasszobra – München
- Haldokló oroszlán
- A három grácia